# Artavasdes III
Artavasdes III va ser rei d'Armènia des de potser el 55 aC fins al 31 aC aproximadament. Era fill de Tigranes II, i formava part de la Dinastia Artàxida. Va escriure tragèdies i discursos històrics en grec.

## Biografia
Després de la batalla de Tigranocerta El seu pare el va nomenar regent. Quan Tigranes va morir, va quedar com a governant únic a l'inici de la guerra entre els romans i els parts l'any 54 aC.
L'any 53 aC es va oferir com a aliat a Marc Licini Cras contra els parts, amb sis mil cavallers i en va prometre més i les provisions si envaïa l'Imperi Part des Armènia (esperant que la presència dels romans a Armènia fos dissuasiva pels parts), però Cras va preferir entrar des del territori del dinasta àrab Agbar II d'Osroene. En revenja els parts van envair Armènia i en van saquejar molts districtes, impedint a l'infantaria armènia reunir-se amb Cras. El triumvir va interpretar que els armenis havien fet defecció. L'exèrcit de Cras va ser desfet a Carres (Carrhas) (Haran) el 28 de maig del 53 aC i el seu cap va morir l'1 de juny, fets que van establir l'Eufrates com a frontera entre ambdues potències.
Considerat un desertor pels romans, Artavasdes es va assegurar la benevolència dels parts amb el compromís de la seva filla amb el príncep hereu part Pacoros. Segons Ciceró, aquest matrimoni es mantenia encara l'any 51 aC, quan l'orador romà era governador de Cilícia, i temia que Artavasdes, aliat amb Pacoros, envaís Capadòcia travessant l'Eufrates. L'any 42 aC Artavasdes va haver d'enviar contingents al rei dels parts en els seus atacs a la província de Síria que van durar fins al 40 aC. Però després, amb l'arribada d'Marc Antoni a Orient a començament de l'any 36 aC, va demanar cooperació a Artavasdes III, que va dubtar i finalment, després de ser derrotat per Luci Canidi Cras va signar un tractat secret amb Roma on prometia 6000 cavallers i 7000 infants per unir-se als 60.000 romans, 30.000 asiàtics aliats i 10000 ibers. Marc Antoni va demorar l'inici d'operacions pel seu afer amorós amb Cleòpatra VII i no va començar la guerra a l'Eufrates fins a l'estiu. Confrontat a una forta resistència es va dirigir a Armènia on Artavasdes III no va tenir més remei que rebre'l amistosament i tornar a demostrar la seva fidelitat a Roma. El rei armeni va recomanar abandonar la idea de invasió per l'Eufrates i fer-la a través de la Mèdia Atropatene. Marc Antoni li va fer cas, però l'operació, iniciada a finals del 36 aC va ser un desastre; després d'assetjar Praaspa (segons Dió Cassi) o Praata (segons Plutarc) la capital o la principal fortalesa (després anomenada Maragha), com que el temps ja empitjorava, les forces armènies d'Artavasdes III es van retirar i Marc Antoni, que ho va fer tard, es va veure atacat en camp obert pels parts; els romans van ser perseguits i deu mil homes van morir. Marc Antoni va haver d'abandonar Tauris (Tabriz) amb les tropes per evitar una major carnisseria, retornant a Armènia on es va enfrontar amb el rei. Artavasdes, temerós dels parts, va refusar seguir la guerra i donar més ajut, però va rebre bé els romans i els va permetre de refer-se al seu país. Marc Antoni va marxar a Egipte a refer-se amb Cleòpatra l'any 35 aC. El 34 aC Marc Antoni va rebre una ambaixada del rei de Atropatene també anomenat Artavasdes que li oferia el seu ajut en la lluita contra parts i armenis. Marc Antoni que considerava a Artavasdes responsable del desastre de la campanya de 36 aC-35 aC, va voler aprofitar l'ocasió per castigar el rei i li va exigir la col·laboració en la nova expedició; com que el rei va demorar acudir, quan ho va fer (sota amenaça de Marc Antoni de marxar contra Artàxata) va ser detingut, i el romà es va fer entregar les principals fortaleses i el tresor reial, i el va enviar carregat de cadenes a Alexandria on més tard va morir assassinat per ordre de Cleòpatra. Artàxies II, fill d'Artavasdes II, va fugir a Pàrtia. Marc Antoni va col·locar al tron al seu propi fill Alexandre Heli, que havia tingut amb la reina Cleòpatra, al qual va casar amb Iotape, filla del rei d'Atropatene, regne que va passar a la clientela de Roma i al que es va cedir la província de Simbake.
Va morir executat segurament l'any 31 aC.